# キャストコーポレーション
株式会社キャストコーポレーションは、日本の芸能事務所。社団法人日本音楽事業者協会加盟社。本項では、関連事務所の株式会社オフィス・メイについても記述する。
1984年設立。1988年にプロデュース・マネージメント業務の一部をオフィス・メイに分離。キャストコーポレーションがマルチに活動するタレントをプロデュースする一方で、オフィス・メイは俳優主体のマネジメントを行っている。

## 所属タレント

### キャストコーポレーション
- 松田凌
- 川隅美慎
- 橋本祥平
- 伊崎龍次郎
- 滝川広大
- 山中健太
- 山中翔太
- 飯山裕太
- 白石康介
- 星元裕月
- 工藤大夢
- 相澤莉多
- 益永拓弥
- 森崎大祐
- 後藤恭路
- 佐織迅
- 瑞野史人
- 次原恭兵
- 広瀬蓮
- 福田拓也
- 石坂柊々音
- 矢野哲平
- 月野環
- 古河龍門
- ANNA
- 井上奈々
- 鈴木ヤスシ

### オフィス・メイ
- 黒沢あすか
- 遠山景織子
- 川添野愛
- 本西彩希帆
- 詩歩
- 伊藤ナツキ
- 麻央侑希
- 桜田美春

業務提携
- 村田洋二郎
- 田中良子

## 過去の所属タレント
キャストコーポレーション
- 宮沢りえ
- 小松千春
- Sugar[1]
- 山中すみか
- 三原じゅん子[1]
- 河合優
- 穂のか
- 山岸リサ
- 村山和実
- 廣瀬大介
- 秋川リサ
- 辺見えみり（エメダーナと業務委託）
- 西崎莉麻
- 村田綾
- 宍戸開
- とよた真帆
- 有澤樟太郎
- 恩田めぐみ
- 風間莉里
- 中西智也

オフィス・メイ
- 桜井裕美
- 渡辺美奈代
- 田中萌
- 乙黒えり